# Burke Basin
Koordinaten: 68° 28′ S, 78° 18′ O
Das Burke Basin ist ein in etwa dreieckiges, 1 km langes, 0,8 km breites und nur 32 m tiefes Seebecken vor der Ingrid-Christensen-Küste des ostantarktischen Prinzessin-Elisabeth-Lands. Es liegt inmitten der Taynaya Bay. Es gehört zu den sieben in den Vestfoldbergen liegenden Seebecken, in denen mit zunehmender Tiefe der Salzgehalt ansteigt.
Das Antarctic Names Committee of Australia benannte es 1995 nach Chris Burke, der 1983 auf der Davis-Station tätig war und die photoautotroph aktiven Schwefelbakterien in den meromiktischen Gewässern der Vestfoldberge untersucht hatte.